# Cyclophora anablemma
Anisodes anablemma là một loài bướm đêm trong họ Geometridae.